# Varzi
Varzi là một đô thị ở tỉnh Pavia trong vùng Lombardia, có cự ly khoảng 70 km về phía nam của Milan và khoảng 40 km về phía nam của Pavia. Tại thời điểm ngày 31 tháng 12 năm 2004, đô thị này có dân số 3.515 người và diện tích là 58,8 km².
Đô thị Varzi có các frazioni (các đơn vị trực thuộc, chủ yếu là các làng) Bognassi, Bosmenso, Casa Bertella, Castellaro, Cella, Monteforte, Nivione, Pietragavina, Rosara, Sagliano, và Santa Cristina.
Varzi giáp các đô thị: Bagnaria, Fabbrica Curone, Gremiasco, Menconico, Ponte Nizza, Romagnese, Santa Margherita di Staffora, Val di Nizza, Valverde, Zavattarello.